# Anak Setatah
Anak Setatah is een bestuurslaag in het regentschap Kepulauan Meranti van de provincie Riau, Indonesië. Anak Setatah telt 1272 inwoners (volkstelling 2010).